# Elm Clough
Der Elm Clough ist ein Wasserlauf in Lancashire, England. Er entsteht am Marl Hill Moor östlich von Whitewell. Er fließt in südlicher Richtung und mündet von rechts in den in diesem Abschnitt als Braddup Clough bezeichneten Bashall Brook.